# Helen Cristina Santos Luz
Helen Cristina Santos Luz (Araçatuba, 23 novembre 1972) è un'ex cestista brasiliana, professionista nella WNBA.
È la sorella di Sílvia Andrea Santos Luz.

## Carriera
Con il Brasile ha disputato tre edizioni dei Giochi olimpici (Barcellona 1992, Sydney 2000, Atene 2004), cinque dei Campionati mondiali (1994, 1998, 2002, 2006, 2010) e sei dei Campionati americani (1993, 1997, 1999, 2001, 2003, 2009).